# Rachmaninoff (vodka)
Pour les articles homonymes, voir Rachmaninov.
Rachmaninoff est une vodka produite en Allemagne. Elle tire son nom du compositeur russe Sergueï Rachmaninov. Il s'agit d'une vodka à petit budget vendue par le supermarché Lidl. La marque fabrique à la fois de la vodka à 37,5% et 40% (avec des étiquettes rouges et bleues respectivement) ainsi qu'une gamme de pre-mix. L'étiquette de la bouteille suggère la sauce Worcestershire (Lea & Perrins), en accompagnement, avec la vodka Rachmaninov, dans la préparation d'un Bloody Mary. 